# Situmba (Sayur Matinggi)
Situmba is een bestuurslaag in het regentschap Tapanuli Selatan van de provincie Noord-Sumatra, Indonesië. Situmba telt 833 inwoners (volkstelling 2010).